# 托马斯·威利斯
托马斯·威利斯（英語：Thomas Willis，1621年1月27日—1675年11月11日）是一位英国医生，皇家学会（Royal Society）1663年建立时的会员之一，在解剖学、神經学、精神病学的发展史上有重要作用。